# Лёвенбергер-Ланд
Лёвенбергер-Ланд (нем. Löwenberger Land) — община в Германии, в земле Бранденбург.
Входит в состав района Верхний Хафель. Население составляет 8072 человека (на 31 декабря 2010 года). Занимает площадь 244,83 км².
Коммуна подразделяется на 15 сельских округов.
| Год  | Население |
| ---- | --------- |
| 1990 | 8 527     |
| 1995 | 8 294     |
| 2000 | 8 471     |
| 2005 | 8 425     |
| 2010 | 8 072     |
| 2015 | 8 101     |
| 2020 | 8 460     |

## Фотографии

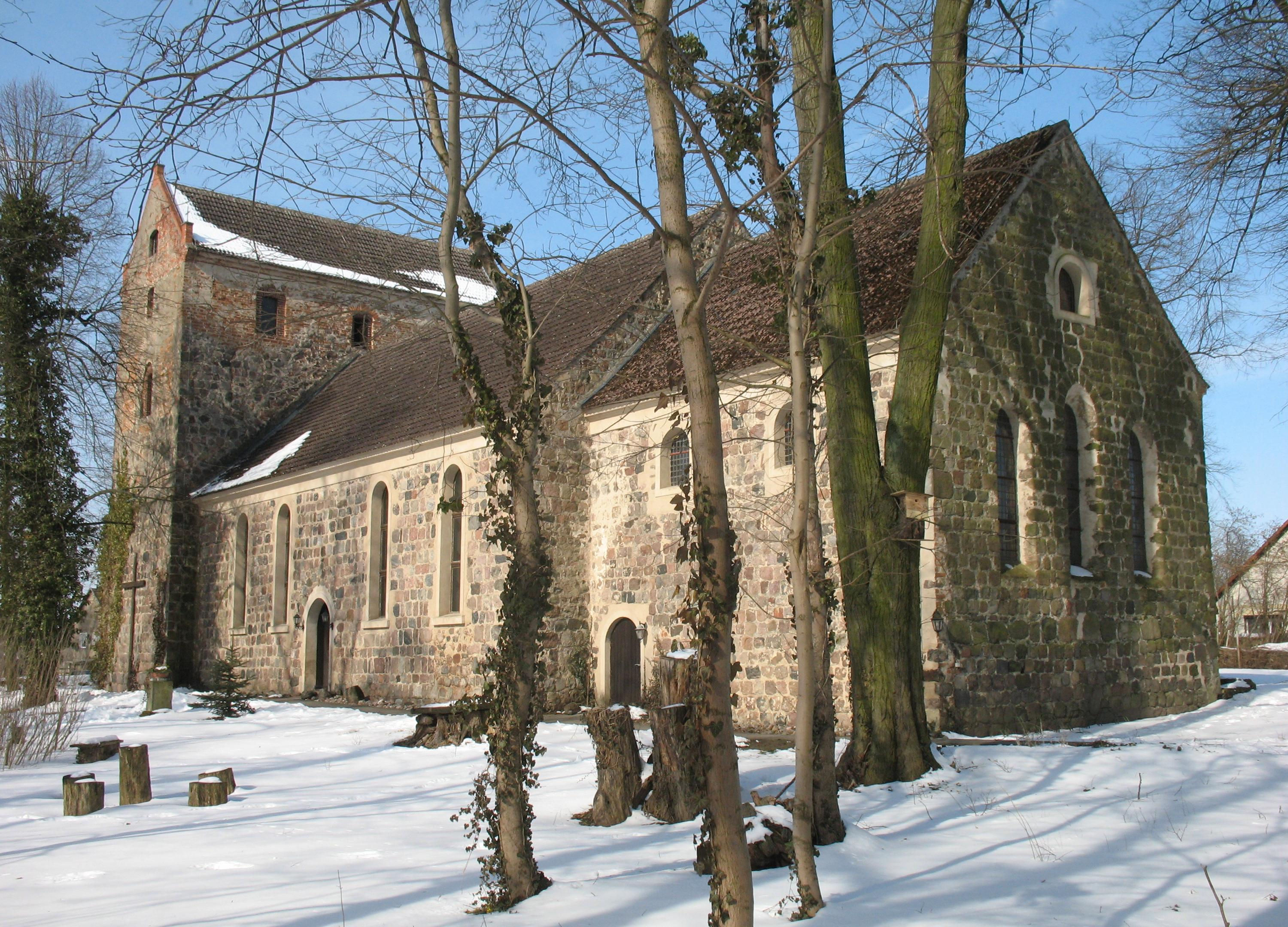
Церковь
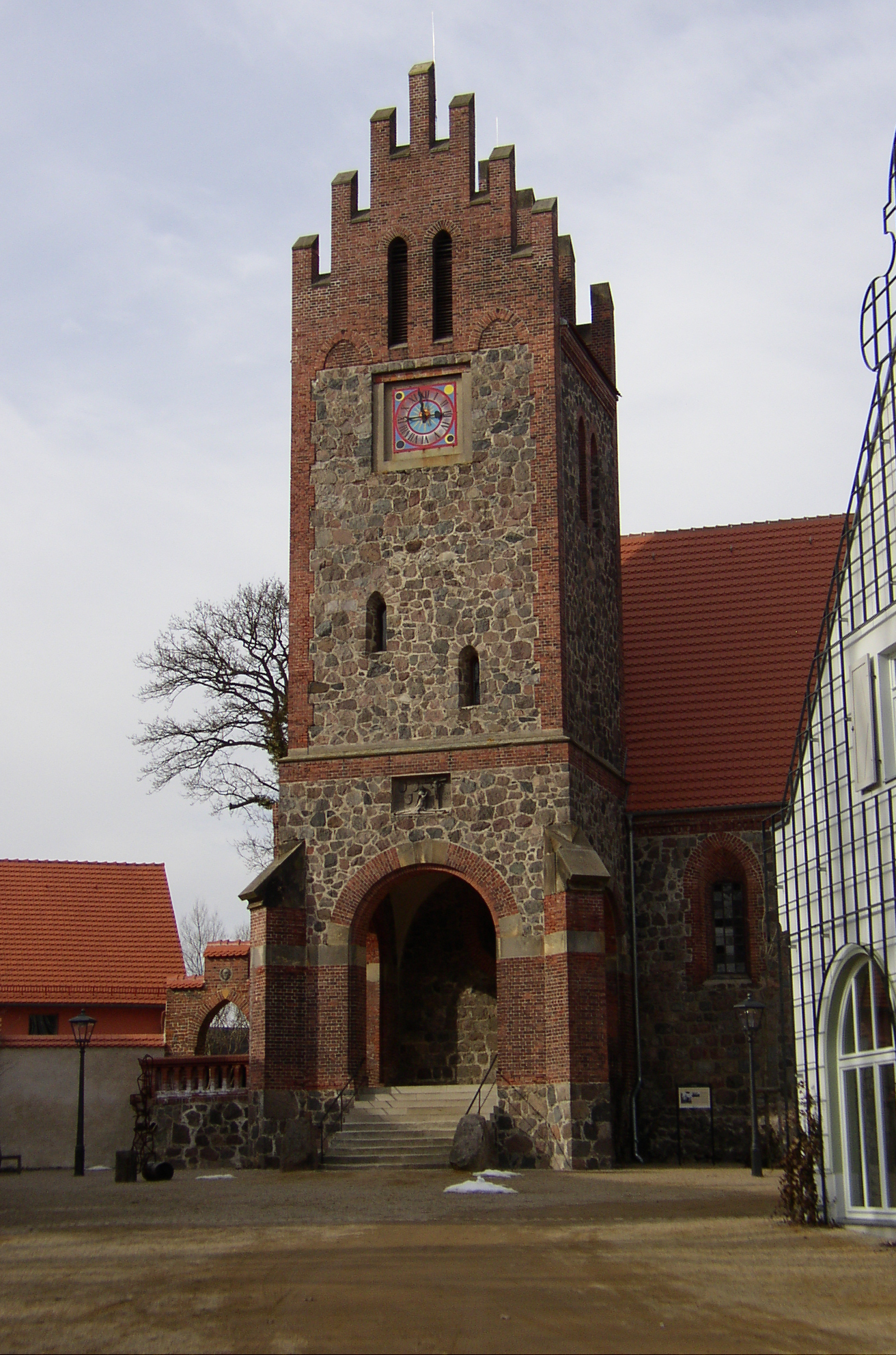
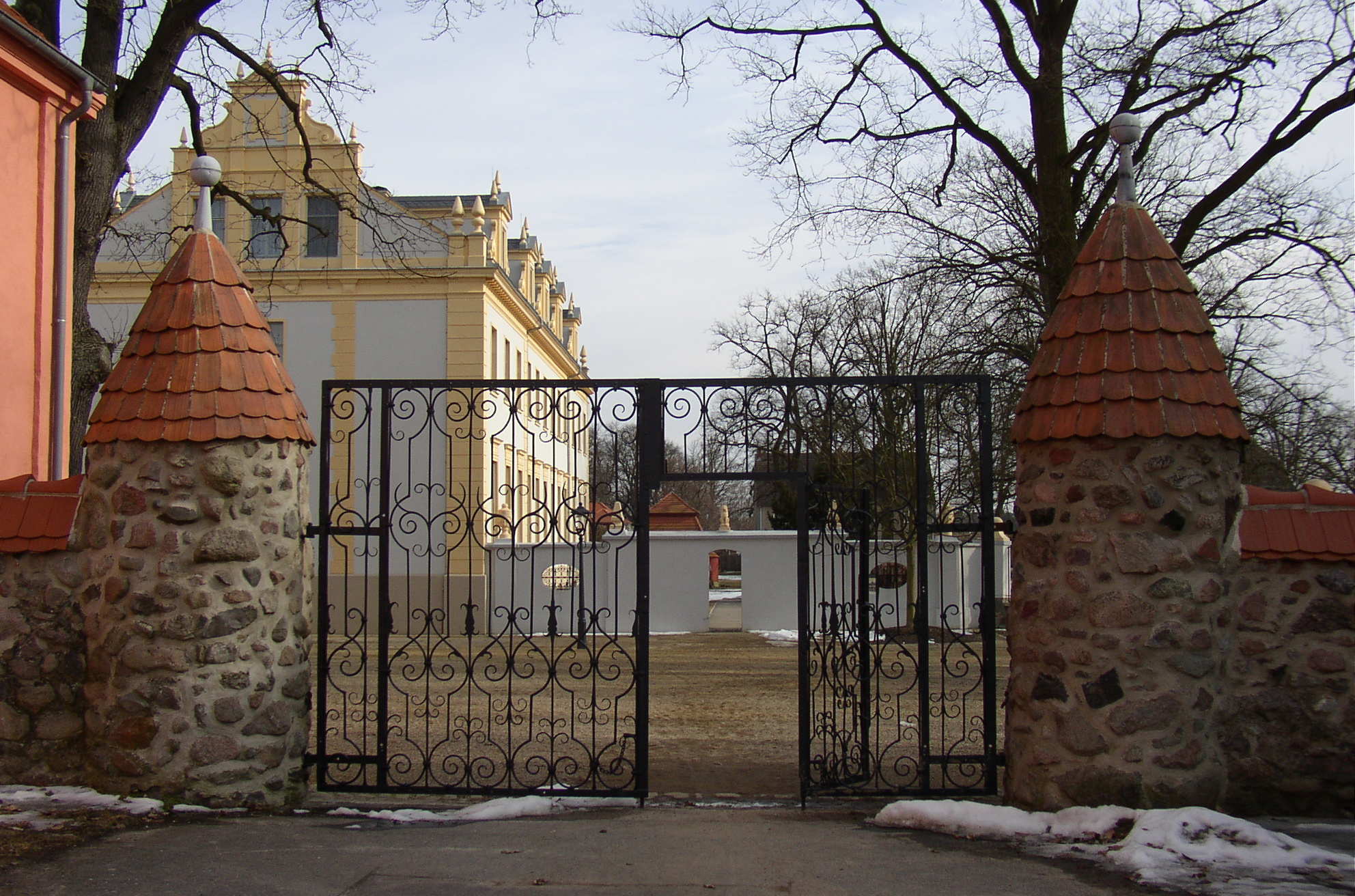
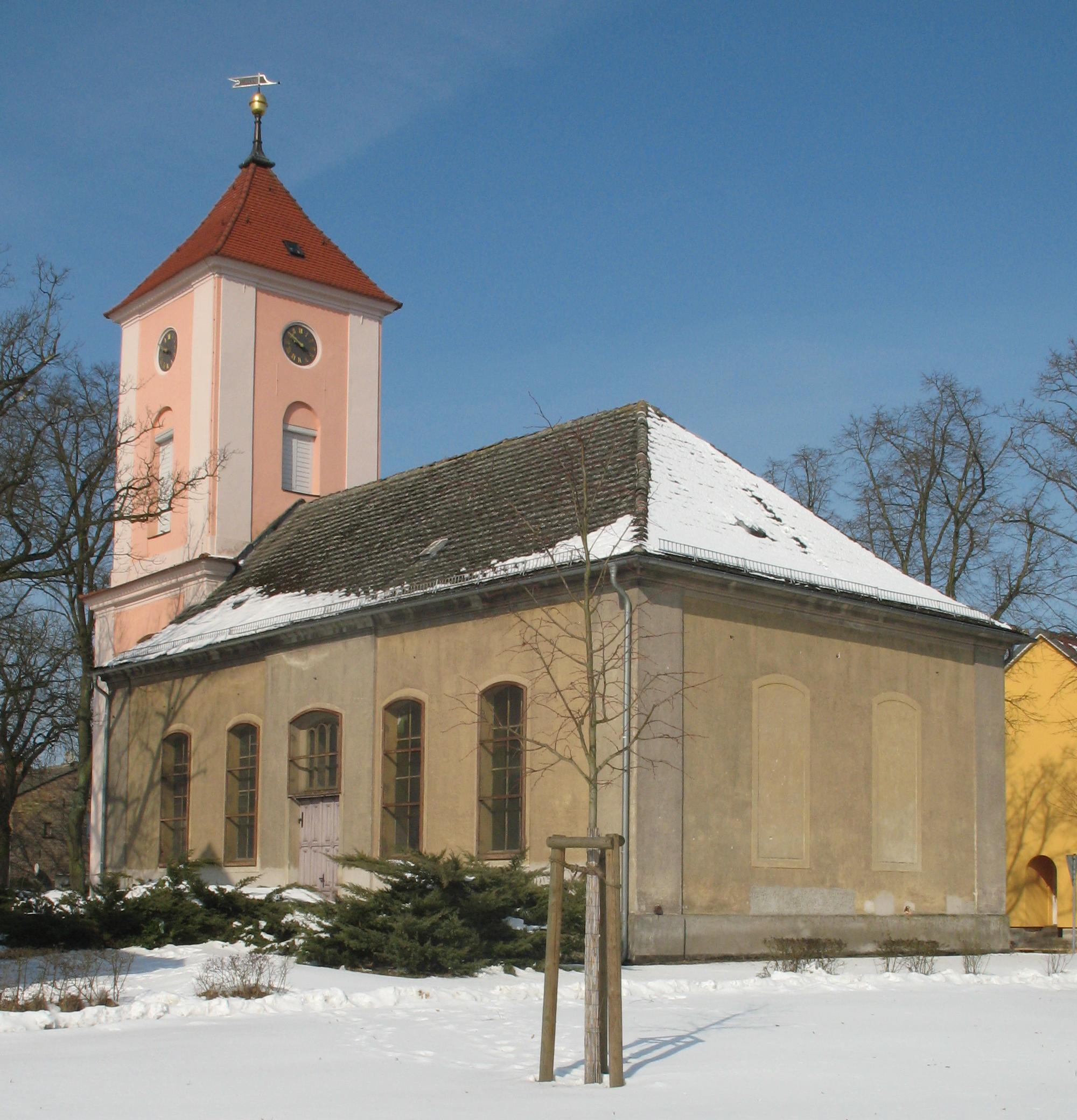
Церковь
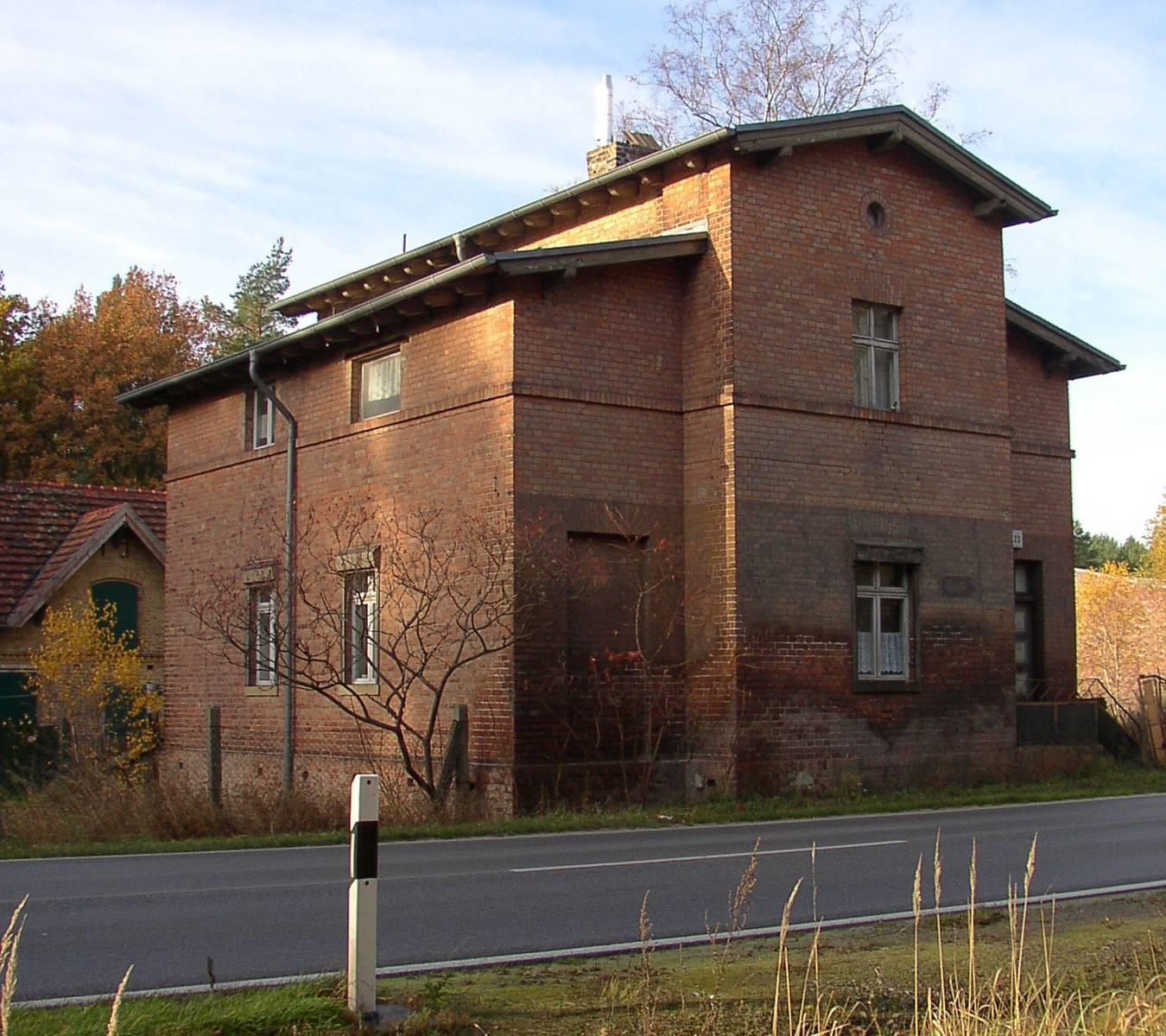
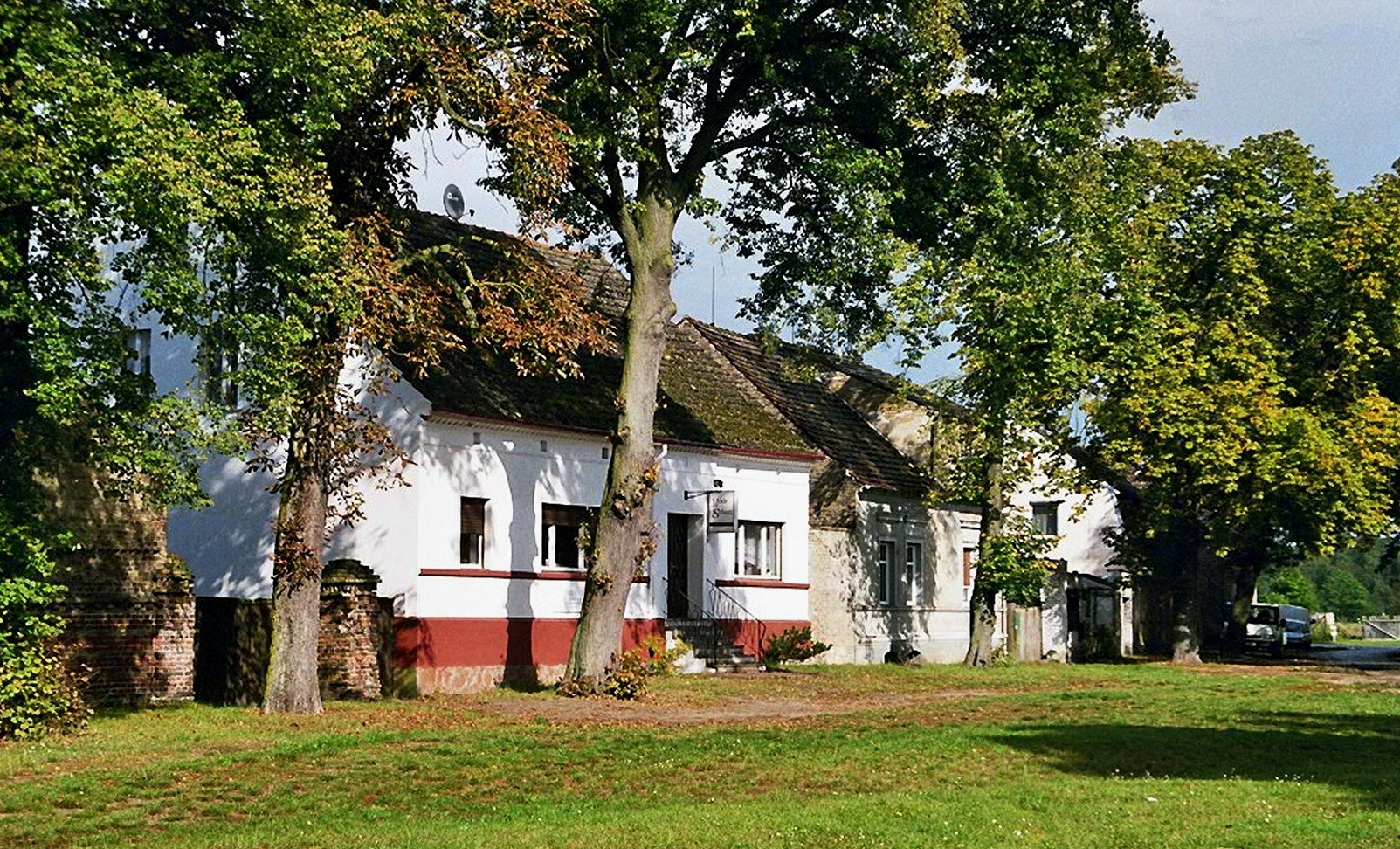
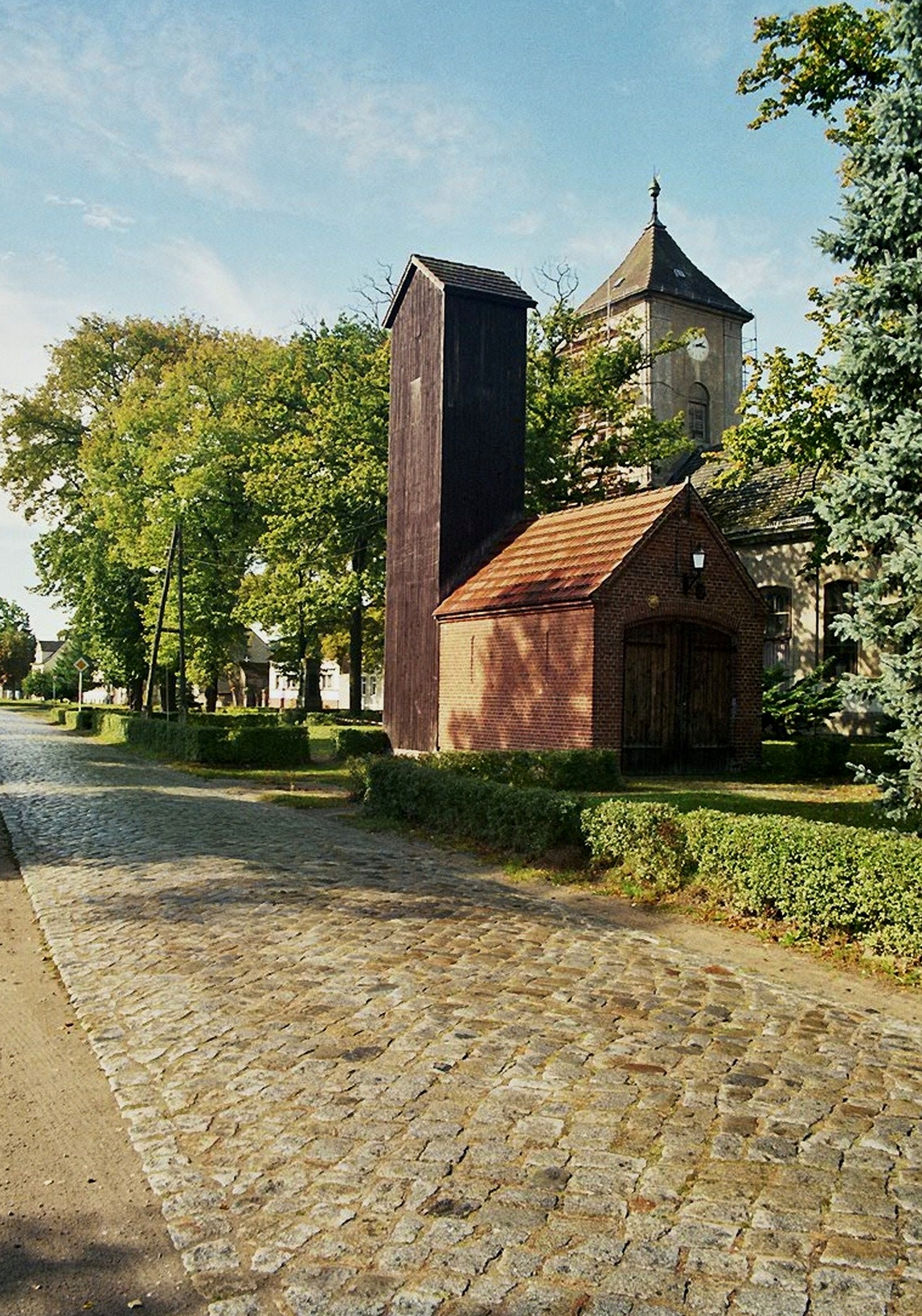
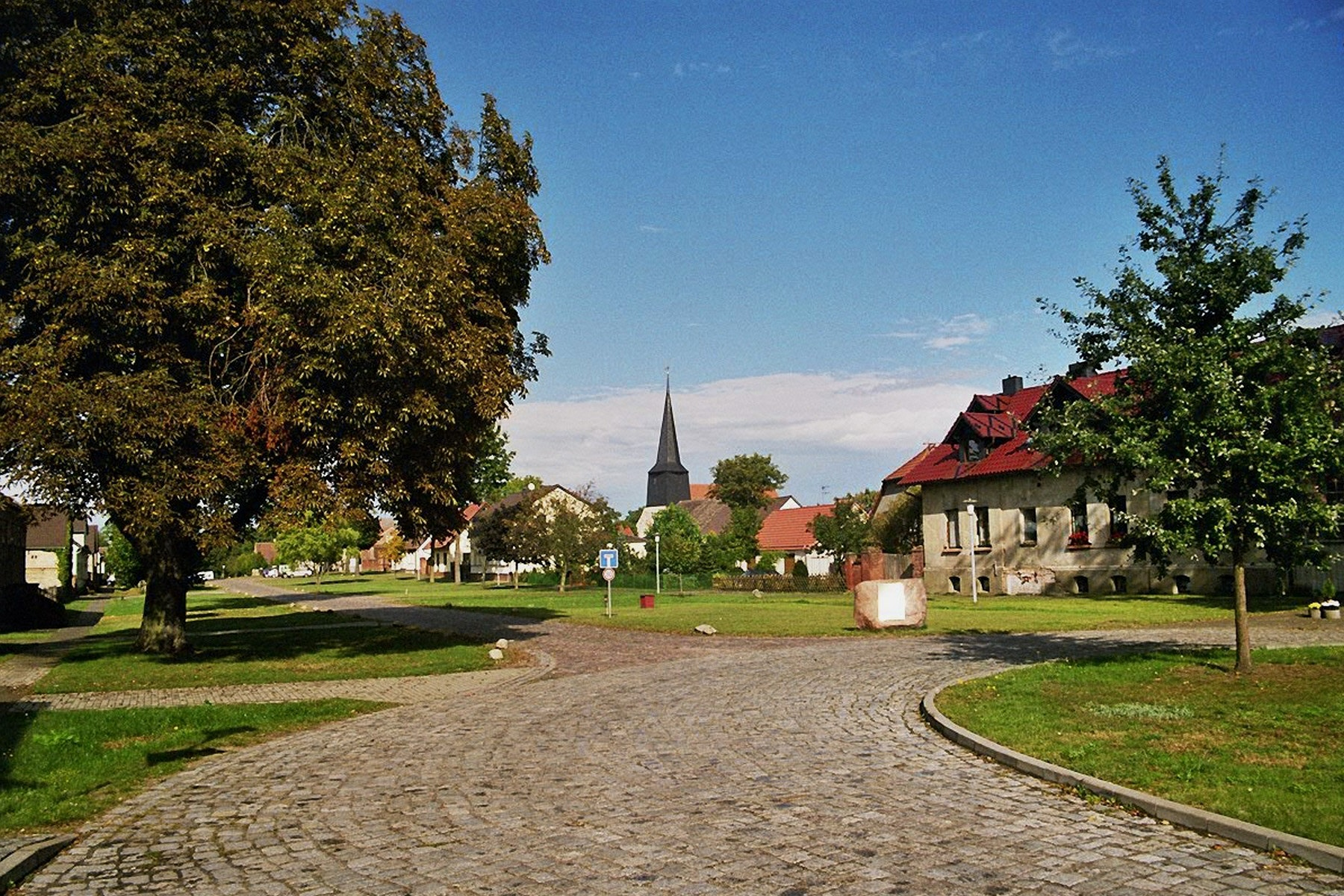
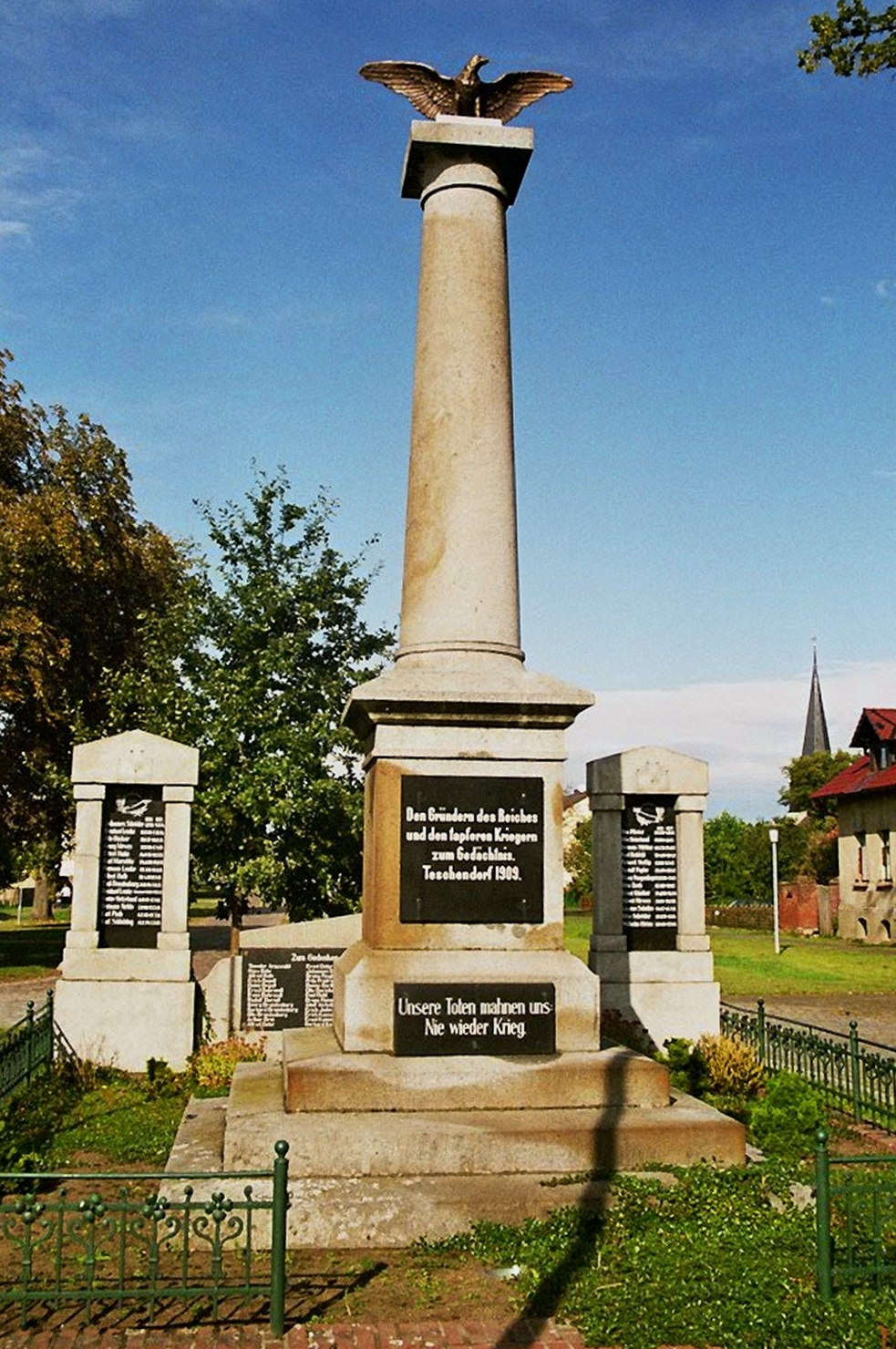
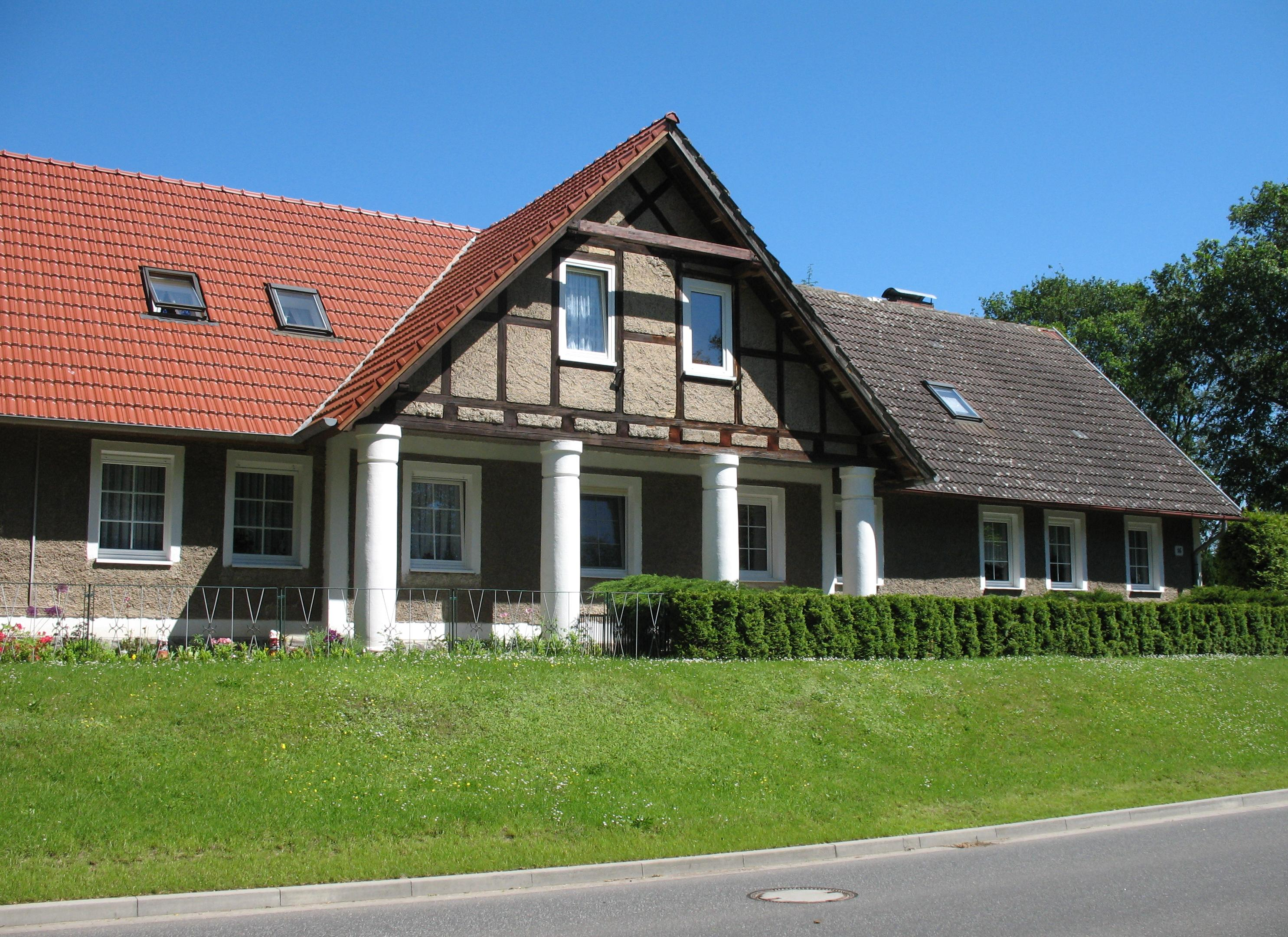
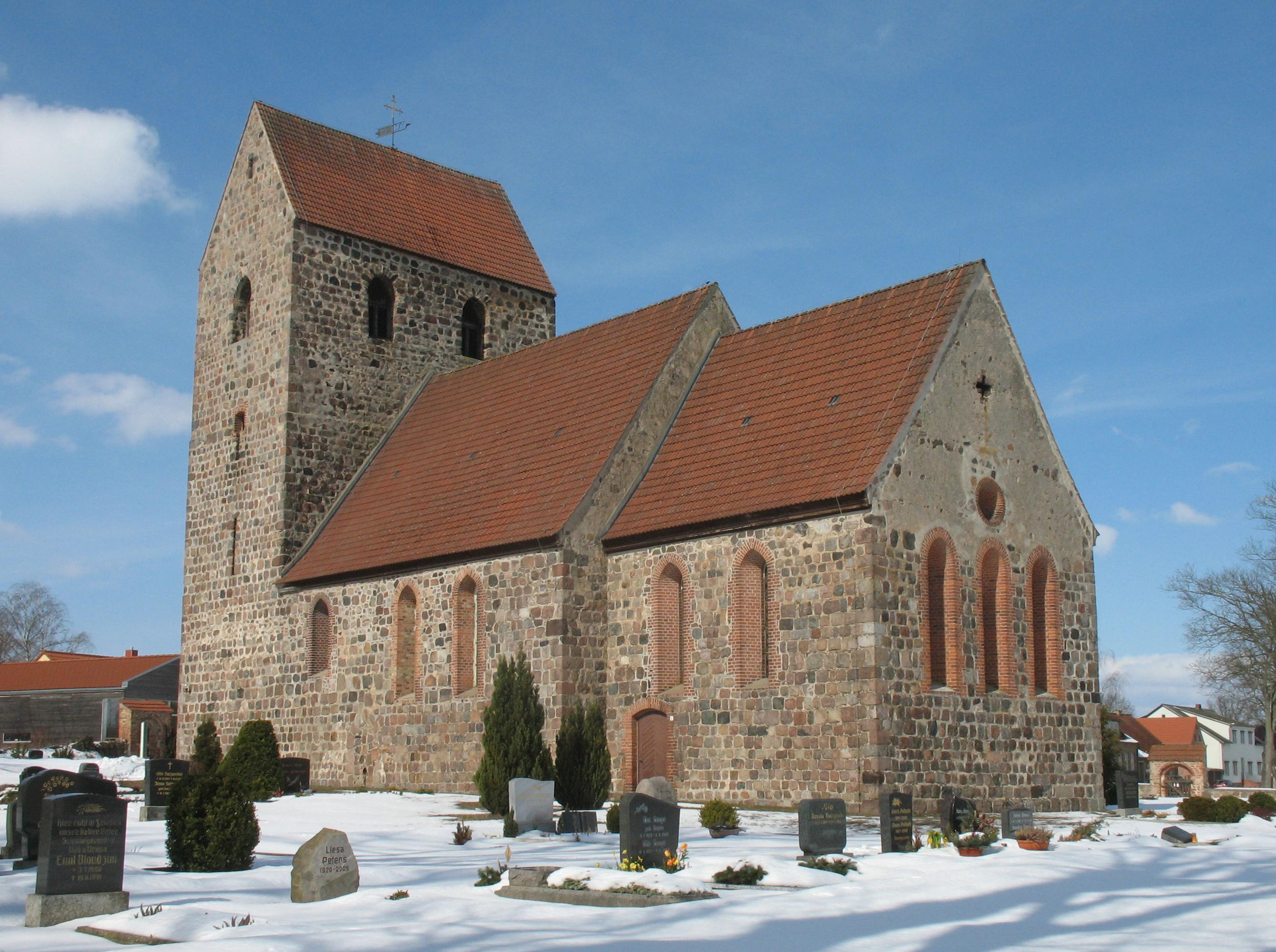
Церковь
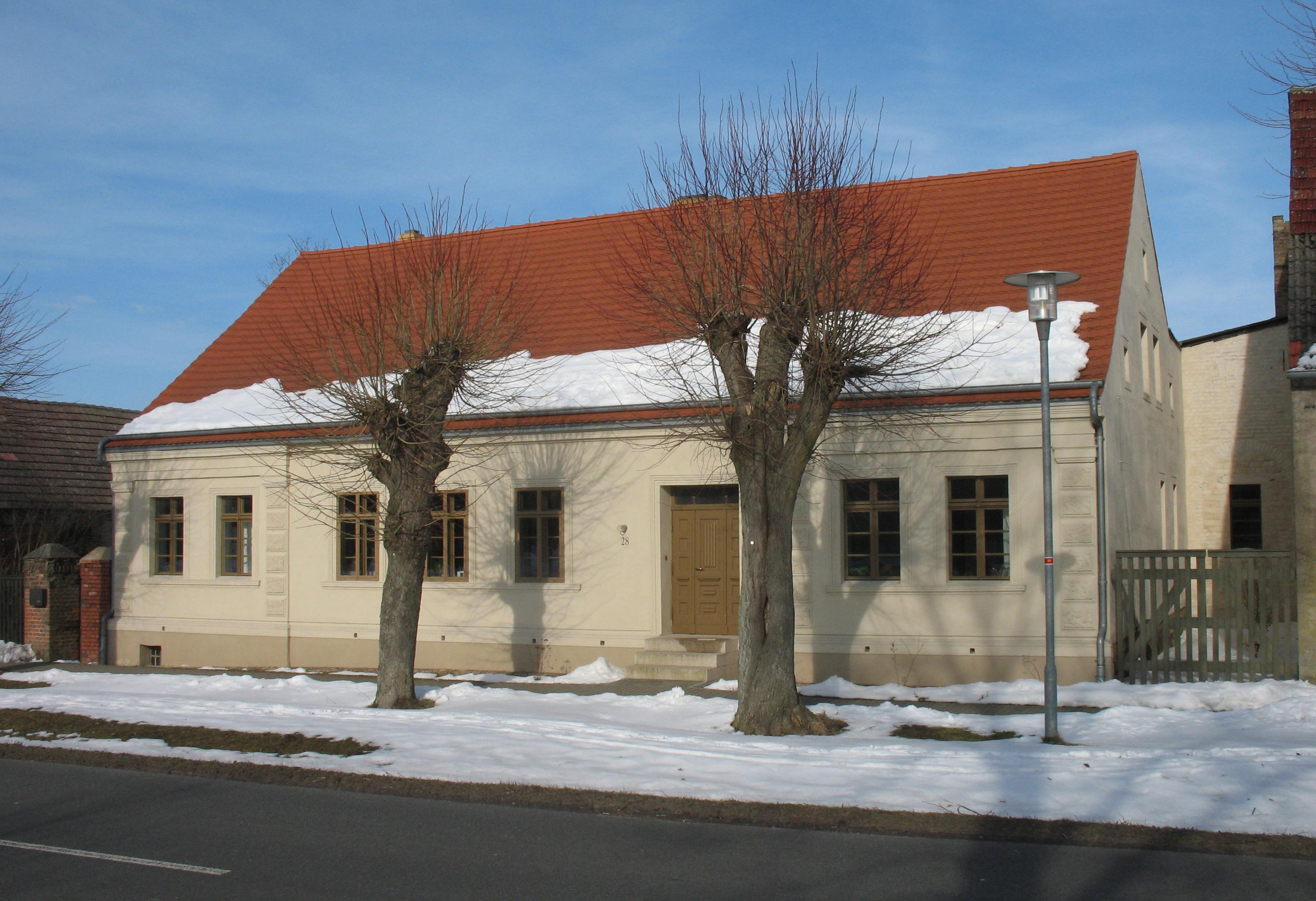
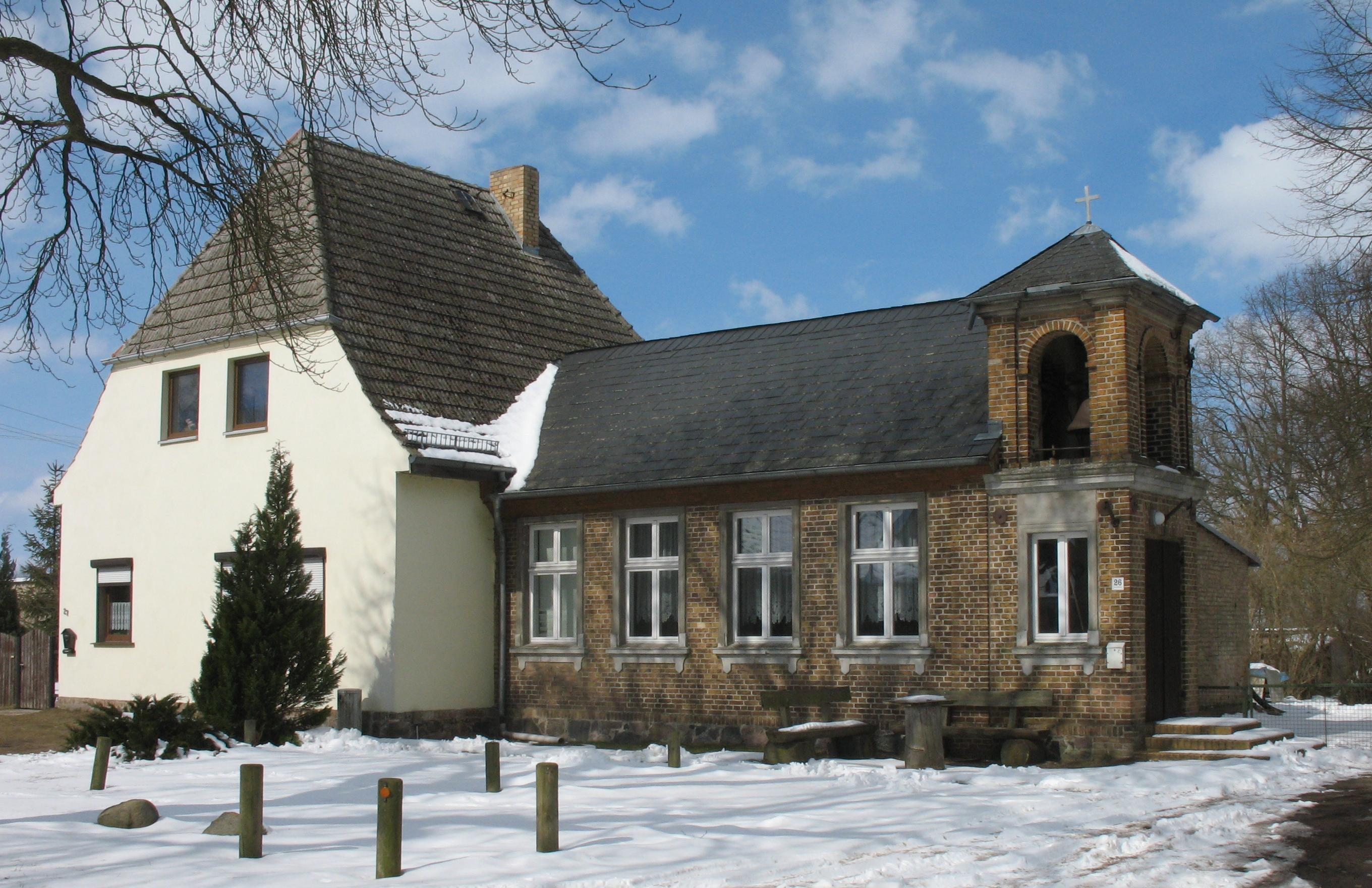